# Dolichopus yunnanus
Dolichopus yunnanus är en tvåvingeart som beskrevs av Octave Parent 1930. Dolichopus yunnanus ingår i släktet Dolichopus och familjen styltflugor. Inga underarter finns listade i Catalogue of Life.